# 계룡 사계고택
계룡 사계고택(鷄龍 沙溪古宅)은 대한민국 충청남도 계룡시에 있는, 김장생(1548∼1631)이 말년에 살았던 사랑채 건물이다. 1990년 9월 27일 충청남도 유형문화재 제134호로 지정되었다가, 2013년 11월 11일 충청남도 기념물 제190호로 재지정되었다.
사계고택은 김장생선생이 고향에 내려와 살던 1602년에 건립한 건물로 고택경내에는 은농재를 비롯하여 안채, 문간채, 광채, 부속채, 별당채, 영당, 행랑채 등이 일곽을 이루고 있다.

## 개요
연산에서 낳은 예학(禮學)의 대가 김장생(1548∼1631)이 말년에 살았던 사랑채 건물로 앞으로 구봉산이 바라다 보이는 전망이 좋은 곳에 자리잡고 있다.
2,800여 평의 넓은 대지에 남에서부터 대문채, 사랑채인 은농재, 중문과 사랑채가 달린 안채, 그리고 그 뒤로 집안의 조상들을 모신 가묘(家廟)가 있다. 안채의 왼쪽으로 나가면 별장이 있고 그 앞에 연못이 있는데 이 주위에 회화나무가 우거져 있다.
은농재는 앞면 4칸·옆면 2칸으로 이루어졌다. 원래는 초가지붕이었는데 현재는 기와지붕으로 바뀌었으며, 비교적 원형을 잘 유지하고 있다.

## 현지 안내문
사계고택은 사계 김장생(沙溪 金長生, 1548~1631) 선생이 말년에 살았던 고택이다. 2,850m2의 대지에 안채와 사랑채, 안사랑채, 곳간채, 광채, 문간채, 행랑채 등이 원래의 모습을 비교적 잘 유지하고 있다. 이 중에 사랑채(隱農齋)는 전면 4칸, 측면 2칸의 "ㅡ"자형 평면에 홀처마 우진각지붕의 기와집으로 고택의 중심적인 건물이며 단아하고 수수한 자태가 보는 이의 마음을 편하게 한다.
사계 선생은 서울에서 태어났으나, 향리인 연산(連山)을 세거지로 하여 성장하였으며, 일찍이 율곡 이이(栗谷 李理)와 구봉 송익필(龜峰 宋翼弼)에게서 성리학을 수학하고 평생을 학문에 정진하였던 당대의 대학자이다. 특히, 조선 최고의 예학자로 명성이 높았던 그의 예학사상은 조선 중기 이후 정치와 사회에 큰 영향을 미쳤다. 몇 차례 벼슬에 나가기도 하였으나 향리에서 학문과 후학 양성에 힘썼으며 사후 영의정(領議政)에 추증되고 문묘에 배향되었다. 그의 학문은 아들 신독재 김집(愼獨齋 金集)을 비롯하여 우암 송시열(尤庵 宋時烈), 동춘당 송준길(同春堂 宋浚吉), 초려 이유태(草廬 李惟泰) 등의 제자들에게 계승되었다.

## 같이 보기
- 김장생

## 참고 자료
- 계룡 사계고택 - 국가유산청 국가유산포털